# سنت (دین)
سنت در مکتب سنت گرایی و دین‌شناسی تطبیقی، به معنای حقایق یا اصولی است که ریشه در خرد جاویدان دارد و از طریق شخصیت‌هایی مقدس در تاریخ بشریت متجلی و در شئونات مختلف زندگی جاری شده‌است. این معنای از سنت، با آنچه در علوم اجتماعی سنت نامیده می‌شود و مقصود سبک زندگی پیشینیان یا قواعد نهادینه شده در جامعه است، افتراق دارد. سنتِ نخستین و پیشین، امری الهی است که در صورت‌ها و قالب‌های متعددی در جوامع پدیدار شده‌است. سنت انسان را با عالم بالا مرتبط می سازد و انسان با سیر در مسیر سنت می‌تواند به اصل الهی خویش برسد.

## منبع
- سنت از منظر سید حسین نصر